# Tramlijn Lutten - Heemse
De tramlijn Lutten - Heemse was een tramlijn in Overijssel van Lutten naar Heemse.

## Geschiedenis
De stroomtramlijn is aangelegd op kaapspoor (1067 mm) door de Dedemsvaartsche Stoomtramweg-Maatschappij en geopend in 1886.
In de jaren 30 daalt het aantal reizigers door de concurrentie met het wegvervoer. Het vervoer op de tramlijn wordt daarom in 1937 gestaakt, de lijn wordt vervolgens opgebroken. 